# Alenka Jeraj
Alenka Jeraj, slovenska političarka in poslanka, * 23. februar 1973, Ljubljana
Je poslanka Državnega zbora Republike Slovenije iz vrst Slovenske demokratske stranke. 

## Življenjepis
Po opravljeni osnovni šoli na Igu se je vpisala na Gimnazijo Poljane, kjer je maturirala leta 1991. Istega leta se je zaposlila na Občini Ig, kjer je bila referentka za družbene dejavnosti, kjer je ostala do izvolitve na mesto poslanke.
Leta 2001 je bila izvoljena za predsednico Slovenske demokratske mladine, podmladka Slovenske demokratske stranke, ki ga je vodila do leta 2006. V stranki je bila tudi predsednica ženskega odbora in podpredsednica sveta.
Leta 2004 je bila na listi SDS prvič izvoljena za poslanko v Državnem zboru Republike Slovenije, prav tako je za dve leti postala podpredsednica stranke. Ponovno je bila v parlament na listi iste stranke izvoljena leta 2008, 2011, 2018 in 2022. 

### Kontroverze
Jerajeva je januarja 2021 ustvarila anonimni Twitter profil pod imenom »Kopriva60918021«. To je bilo odkrito, ko je svoj komentar na tvit Novice Mihajlovića, novinarja Dela, ki je kritiziral odsotnost protikoronskih ukrepov na prepolnih slovenskih smučiščih, nadaljevala na svojem poslanskem profilu. Na omenjenem anonimnem profilu je pogosto poobjavljala provladne vsebine in kritizirala nasprotnike.
Aprila 2023 je v pisnem poslanskem vprašanju vladi navedla, da je bilo »v letošnjih treh mesecih le na območju Ljubljane že 57 posilstev s strani ilegalnih migrantov«. Trditev so povzeli nekateri mediji. Policija jo je v uradnem odzivu ovrgla kot neresnično in objavila podatke, da je bilo na območju PU Ljubljana v navedenem obdobju obravnavanih devet primerov posilstev ter da nobenega od njih ni osumljen tujec, ki bi nedovoljeno vstopil v Slovenijo.

## Članstvo v delovnih telesih državnega zbora RS
V mandatu 8. državnega zbora Republike Slovenije (2018–2022) je članica naslednjih delovnih teles:
- Mandatno-volilna komisija (članica)
- Odbor za kulturo (članica)
- Odbor za zdravstvo (članica)
- Preiskovalna komisija o ugotavljanju zlorab v zadevi Franc Kangler in drugi (namestnica člana)
- Ustavna komisija (članica)

### Prejšnji mandati

#### Mandat 2011–2015
V tem mandatu je bila članica naslednjih delovnih teles:
- Mandatno-volilna komisija (članica)
- Odbor za delo, družino, socialne zadeve in invalide (predsednica)
- Odbor za notranje zadeve (članica)

#### Mandat 2004–2008
V tem mandatu je bila članica naslednjih delovnih teles:
- Odbor za notranjo politiko, javno upravo in pravosodje
- Odbor za kulturo, šolstvo in šport
- Odbor za delo, družino, socialne zadeve in invalide